# Canlaon
Canlaon é uma cidade de quarta classe de renda da cidade na província Negros Oriental, nas Filipinas. De acordo com o censo de 1 maio  de  2020 possui uma população de 58 822 pessoas e 14 210 domicílios.